# Adéla Normandská (1002–1038)
Adéla Normandská (Alice, Adeliza, Adelaida, Aelis; asi 1002–1038) byla sňatkem s hrabětem Reginaldem I. burgundskou hraběnkou.

## Život
Adéla se narodila jako nejstarší dcera normandského vévody Richarda II. a jeho manželky Judity Bretaňské, dcery bretaňského hraběte.
V roce 1016 se provdala za burgundského hraběte Reginalda, s nímž měla několik dětí:
- Vilém I. Burgundský
- Vít Burgundský
- Hugo Burgundský
- Falcon Burgundský
- Alberada z Buonalberga